# Адијаман
Адијаман (тур. Adıyaman) је град у Турској у вилајету Адијаман. Према процени из 2009. у граду је живело 194.873 становника.
Овде се налази Аеродром Адијаман.

## Становништво
Према процени, у граду је 2009. живело 194.873 становника.
| 1990.   | 2000.   |
| ------- | ------- |
| 100.045 | 178.538 |